# Tirones

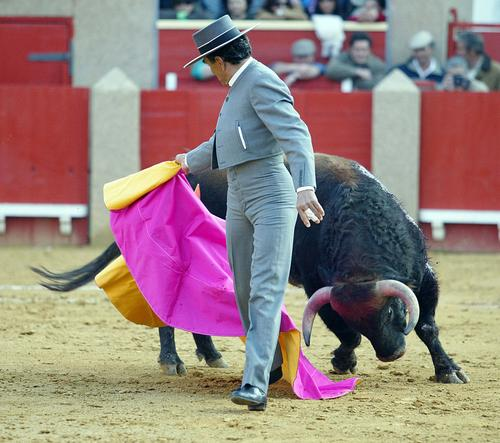
José Luis Parada exécutant des tirones pour déplacer le taureau

Dans le monde de la tauromachie, les tirones  (pluriel du mot espagnol tirón, signifiant « secousse ») sont des passes de muleta brèves et répétées, raison pour laquelle on emploie le terme toujours au pluriel. Elles portent parfois le nom de passes de tirón.

## Description
Le matador place sa muleta sous le mufle de l'animal et la retire en reculant, puis il répète ce geste autant de fois que nécessaire jusqu'à ce que le taureau arrive à l'emplacement voulu. Il s'agit là d'un toreo qui ne cherche que l'efficacité. Ces demi-passes, que le matador effectue en marchant, entraînent le taureau avec lui, mais elles n'ont aucune valeur esthétique.

## Utilité
Les tirones sont généralement effectuées de la main droite, plus rarement de la main gauche. Elles font partie des suertes de trasteo et servent à changer le taureau de terrain, soit avant la mise à mort, soit en cours de faena pour faire sortir le taureau de son terrain favori, la querencia. Elles provoquent ainsi de petites charges successives de la part de l'animal.